# Casper Ankergren
Casper Ankergren (Køge, 9 de noviembre de 1979) es un exfutbolista danés que jugaba de portero.
Se retiró al final de la temporada 2016-17 tras haber militado los últimos siete años de su carrera en el Brighton & Hove Albion F. C., equipo en el que continuó con el rol de ayudante del entrenador de porteros.

## Selección nacional
Fue internacional con la selección de fútbol sub-21 de Dinamarca.

## Clubes
| Club                         | País       | Año       |
| ---------------------------- | ---------- | --------- |
| Køge BK                      | Dinamarca  | 1998-2001 |
| Brøndby IF                   | Dinamarca  | 2001-2007 |
| Leeds United F. C. (cedido)  | Inglaterra | 2007      |
| Leeds United F. C.           | Inglaterra | 2007-2010 |
| Brighton & Hove Albion F. C. | Inglaterra | 2010-2017 |

## Palmarés

### Títulos nacionales
| Título                 | Club       | País      | Año  |
| ---------------------- | ---------- | --------- | ---- |
| Superliga de Dinamarca | Brøndby IF | Dinamarca | 2002 |
| Copa de Dinamarca      | Brøndby IF | Dinamarca | 2003 |
| Superliga de Dinamarca | Brøndby IF | Dinamarca | 2005 |
| Copa de Dinamarca      | Brøndby IF | Dinamarca | 2005 |